# Фурнье, Себастьен
Себастьен Фурнье (фр. Sébastien Fournier, 27 июня 1971) — швейцарский футболист, выступавший на позиции полузащитника за сборную Швейцарии и швейцарские клубы.

## Клубная карьера
Себастьен Фурнье начинал карьеру футболиста в швейцарском клубе «Сьон». 22 июля 1989 года он дебютировал в Национальной лиге А, выйдя в основном составе в гостевом поединке против «Санкт-Галлена». Спустя месяц Фурнье забил свой первый гол в лиге, ставший победным в домашнем матче с «Арау».
В 1996 году Фурнье перешёл в немецкий «Штутгарт». 8 сентября того же года он дебютировал в Бундеслиге, выйдя на замену в конце домашнего поединка против «Кёльна». В 1997 году швейцарец вернулся на родину, став игроком «Серветта», где и закончил свою карьеру игрока в 2003 году.

## Карьера в сборной
22 января 1994 года Себастьен Фурнье дебютировал за сборную Швейцарии, выйдя в основном составе в гостевом товарищеском матче с командой США. На 64-й минуте игры он забил свой первый гол за Швейцарию.
Себастьен Фурнье был включён в состав сборной Швейцарии на чемпионат мира по футболу 1994 года в США, но на поле в рамках турнира так и не вышел. На чемпионате Европы 1996 в Англии он сыграл в одном матче, выйдя на замену во втором тайме поединка с Шотландией.

## Достижения
«Сьон»
- Чемпион Швейцарии (1): 1991/92
- Обладатель Кубка Швейцарии (3): 1990/91, 1994/95, 1995/96

 «Штутгарт»
- Обладатель Кубка Германии (3): 1996/97

 «Серветт»
- Чемпион Швейцарии (1): 1998/99
- Обладатель Кубка Швейцарии (1): 2000/01